# クロヒナスゲ
クロヒナスゲ Carex gifuensis Franch. はカヤツリグサ科スゲ属の植物の1つ。小柄で広がった群落を作る。日本固有種で、点在的な分布域を持つ希少種であるが、なぜか北関東でのみ普通種である。

## 特徴
小柄な多年生草本。やや束状にまとまって生える。根茎は分枝し、斜め上向きに伸びる。草丈は10～30cm程。果実の熟する頃には葉は花茎より高くなり、葉の長さは20～30cmになる。葉は細長くて葉幅は1.5～2.5mm、短い毛があってざらつく。またこの種ではイネ科のような葉舌があり、薄い膜質で突出していて長さ2～3mm、先端は2つに裂けている。葉の基部の鞘は1～3cm程、赤褐色に色づく。
花期は4～5月、花茎は高さ10-30cm、ざらつきがある。小穂は2～3個ですべて花茎の先端に集まってつく。頂小穂は雄性で線柱形をしており長さ1～2cm。雄花鱗片は赤褐色で先端は丸くなっている。側小穂は雌性で短円柱形、長さは0.5～1cm、柄はない。小穂の下の苞は針状で、鞘はほとんどない。雌花鱗片は果胞より短く、黒褐色で先端は小さく突き出し、先端近くの縁には小さな歯牙状の突起が並んでいる。果胞は楕円形で長さ3.5～4mm、幅0.9～1.1mmで、稜の間には太い脈が走り、表面には短毛が生えており、上部は次第に狭まって短い嘴状に突き出し、その先にある口部の縁は滑らか。色は緑色だが先端の口部の周囲のみ黒褐色を帯びる。痩果は果胞にほぼ密着して包まれ、長倒卵形で長さ2mm。柱頭は3つに分かれる。

## 分布と生育環境
日本固有種である。国内での分布は限定されており、本州では茨城県、栃木県、群馬県、岐阜県、三重県に、四国では愛媛県(篠山)、九州では鹿児島県にのみ分布する。岩手県からも報告があるが、移入であると判断されている。
山地のやや乾燥した樹林内に生育し、群生する。明るい林内から草原にまで見られる。本種は根茎で繋がった複数の株が集まってある程度広がったコロニーを形成するもので、地域や場所によっては斜面全体を覆い尽くすような状況も見られる。

### 無性繁殖の構造
本種は上記のように根茎が分枝して広がり、複数の株が繋がり合った集団を形成するが、他方で『匍匐枝を持たない』という趣旨の記述がいくつかの文献に見られる。

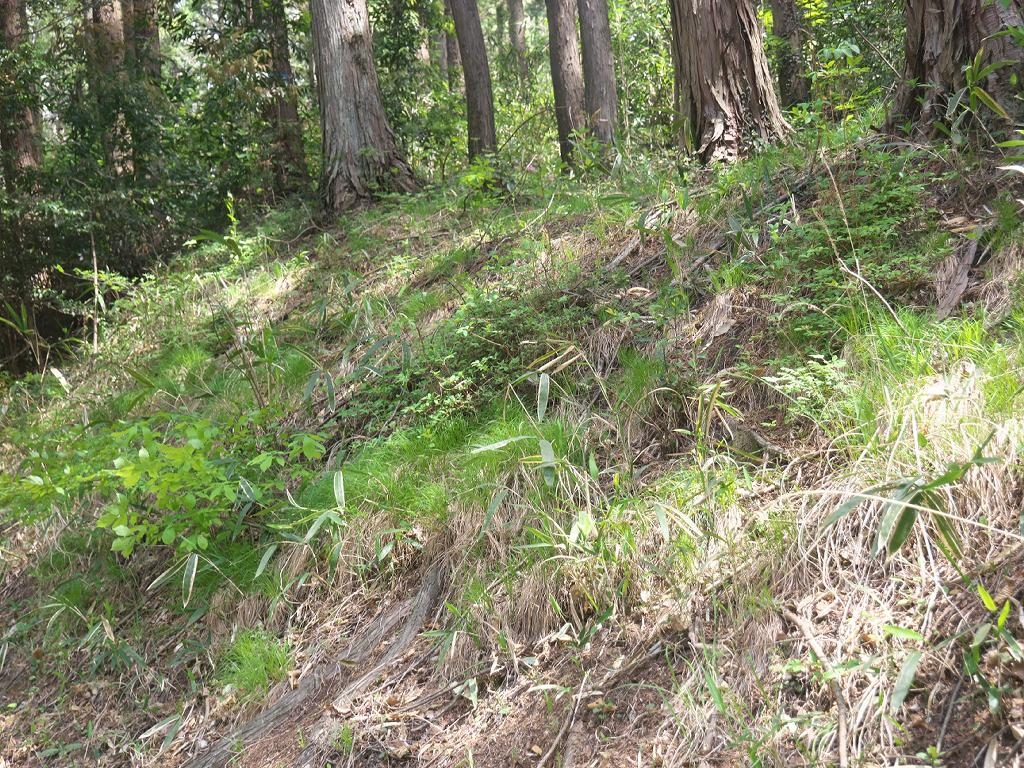
生育地の様子 細い緑の葉のものはほぼ全て本種
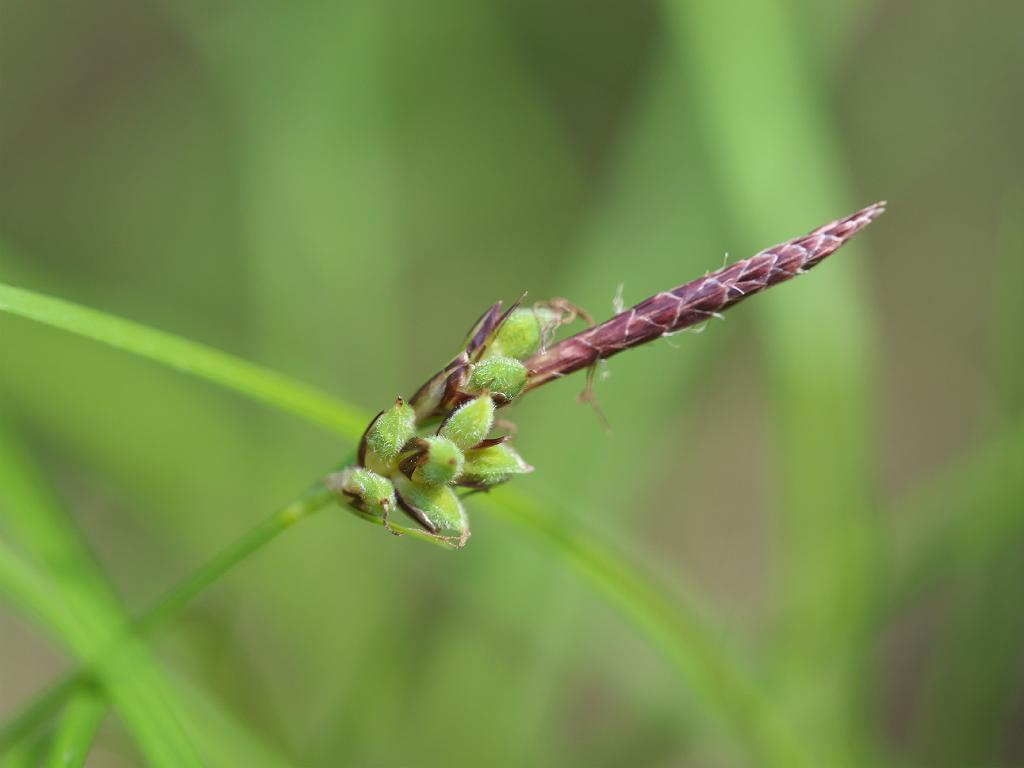
穂の様子
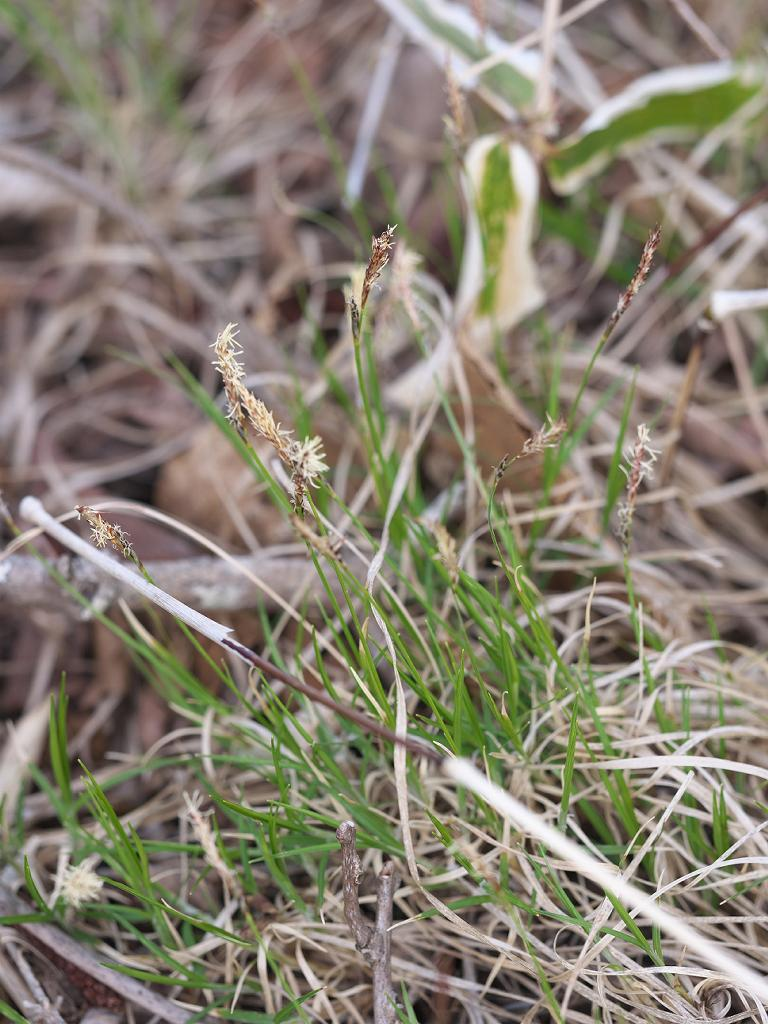
開花期の姿

## 分類、近縁種など
頂小穂が雄性、側小穂が雌性、苞に鞘がなく、果胞は有毛、柱頭は3裂といった特徴からヒメスゲ節 Sect. Acrocystis に含められている。日本産の本節のものは果胞の脈が不明なものが多く、その点で区別できる。トナカイスゲ C. glubularis も果包に脈がはっきりしているが、この種は花序の苞に葉身が発達している点で区別できる。ちなみにこの種は北海道のみから知られている。

## 保護の状況
環境省のレッドデータブックでは取り上げられていないが、県別では茨城県、栃木県、岐阜県、三重県、奈良県、愛媛県、高知県、それに鹿児島県で何らかの指定を受けている。分布域は局限されるが、個々の生育地では個体数は多いようである。